# Línea 4 (EMT Valencia)
La línea 4 de la EMT de Valencia une el barrio de Nazaret con la Plaza del Ayuntamiento

## Características
La línea 4 tiene su cabecera en la calle Castell de Pop, sale del barrio por el puente de Astilleros, sigue por el eje Juan Verdeguer-Islas Canarias hasta el puente de Aragón, continúa por Plaza América, Navarro Reverter, Porta de la Mar, Palacio de Justicia, Paz y Poeta Querol. Su frecuencia es de 8-9 minutos.

## Historia
Cambia los tranvías por trolebuses el 20 de junio de 1970, y por autobuses en febrero de 1976. Es en 1970 cuando reduce su itinerario de las Torres de Serranos a la Plaza Zaragoza (actual Plaza de la Reina). A partir de 1985 amplia su recorrido hasta la plaza del Ayuntamiento. El 3 de junio se le amplía el recorrido hasta Nazaret. En enero de 2004 pasa a tener todos los coches de plataforma baja con rampa. El 16 de enero de 2006, al dejarse la avenida del Puerto en dirección hacia el mar, cambia su itinerario de vuelta, por Juan Verdeguer - Islas Canarias. El 1 de julio de 2013 deja de pasar en ambas direcciones por la Avenida Enginyer Manuel Soto para pasar por la dársena y la terminal de cruceros. Más tarde, el 26 de junio de 2016 la línea vuelve a pasar por Enginyer Manuel Soto.

## Horarios
| 4          | Primer servicioA:Natzaret | Primer servicioB: Pl. De l'Ajuntament | Último servicioA: Natzaret | Último servicioB: Pl. De l'Ajuntament | Frecuencia de Paso |
| Laborables | 05:50                     | 06:18                                 | 01:00                      | 01:30                                 | 8-65 min           |
| Sábados    | 06:05                     | 06:31                                 | 03:05                      | 03:10                                 | 12-36min           |
| Festivos   | 06:45                     | 07:11                                 | 01:00                      | 01:30                                 | 8-11 min           |

## Correspondencia
La linea C1 se conecta con: 

6,7,8,9,10,11,16,26,28,31,40,60,62,70,71,72,73,C2,81,94,95

## Otros datos
| Líneas de autobuses que prestan servicio en Valencia |                  |
| Línea actual:                                        | Línea siguiente: |
| C1 Línea C1                                          | 4 Línea 4        |